# Eothenomys chinensis
Eothenomys chinensis är en däggdjursart som först beskrevs av Thomas 1891.  Eothenomys chinensis ingår i släktet Eothenomys och familjen hamsterartade gnagare. IUCN kategoriserar arten globalt som livskraftig. Inga underarter finns listade i Catalogue of Life.
Arten blir 110 till 125 mm lång (huvud och bål) och svanslängden är 63 till 76 mm. Djuret har 19 till 24 mm långa bakfötter och 12 till 15 mm långa öron. Ovansidan är täckt av gråbrun päls. Den gråa pälsen på undersidan har på bukens centrum en rosa-ljusbrun skugga. Svansen är uppdelad i en mörkbrun ovansida och en ljusare undersida. Pälsen på ovansidan av händer och fötter är gråbrun.
Denna gnagare förekommer i centrala Kina i provinsen Sichuan. Arten vistas i bergstrakter mellan 1500 och 3000 meter över havet. Habitatet utgörs av skogar och bergsängar. Eothenomys chinensis fortplantar sig mellan tidiga sommaren och senhösten.